# FC Milsami Orhei
FC Milsami Orhei je moldavský fotbalový klub z města Orhei založený roku 2005. V sezóně 2009/10 se prvně probojoval do nejvyšší moldavské soutěže a od té doby v ní působí. V sezóně 2014/15 ji poprvé v historii vyhrál. Do evropských pohárů se prvně podíval v ročníku 2011/12.
Jeho největším úspěchem na mezinárodní scéně bylo vyřazení bulharského týmu PFK Ludogorec Razgrad v 2. předkole Ligy mistrů UEFA 2015/16.

## Úspěchy
- Divizia Națională ( 1x )
  - 2014/15[2]
- Cupa Moldovei ( 1x )
  - 2011/12[3]
- Supercupa Moldovei ( 1x )
  - 2012

## Účast v evropských pohárech
| Sezóna  | Soutěž             | Kolo        | Soupeř                | Doma | Venku | Celkem         |
| ------- | ------------------ | ----------- | --------------------- | ---- | ----- | -------------- |
| 2011–12 | Evropská liga UEFA | 1. předkolo | FC Dinamo Tbilisi     | 1–3  | 0–2   | 1–5            |
| 2012–13 | Evropská liga UEFA | 2. předkolo | FK Aktobe             | 4–2  | 0–3   | 4–5            |
| 2013–14 | Evropská liga UEFA | 1. předkolo | F91 Dudelange         | 1–0  | 0–0   | 1–0            |
| 2013–14 | Evropská liga UEFA | 2. předkolo | FK Šachtěr Salihorsk  | 1–1  | 1–1   | 2–2 (4–2 pen.) |
| 2013–14 | Evropská liga UEFA | 3. předkolo | AS Saint-Étienne      | 0–3  | 0–3   | 0–6            |
| 2015–16 | Liga mistrů UEFA   | 2. předkolo | PFK Ludogorec Razgrad | 2–1  | 1–0   | 3–1            |
| 2015–16 | Liga mistrů UEFA   | 3. předkolo | Skënderbeu Korçë      | 0–2  | 0–2   | 0–4            |
| 2015–16 | Evropská liga UEFA | 4. předkolo | AS Saint-Étienne      | 1–1  | 0–1   | 1–2            |